# NGC 6054
NGC 6054 (другие обозначения — IC 1183, MCG 3-41-103, ZWG 108.128, VV 220, DRCG 34-77, PGC 57086) — линзообразная галактика (SB0) в созвездии Геркулес.
Этот объект входит в число перечисленных в оригинальной редакции «Нового общего каталога».